# Lista de líderes da União Soviética
A lista a seguir inclui apenas as pessoas que foram capazes de reunir apoio suficiente do Partido Comunista da União Soviética (PCUS) e do governo, ou um destes para governar a União Soviética.

## História
O criador e inspirador do Partido Bolchevique foi Lenin, que desempenhou um papel de liderança na Revolução de Outubro e depois na organização do RSFS russo e, posteriormente, da União Soviética, cobrindo tanto o papel de Presidente do Conselho dos Comissários do Povo, enquanto não queria papéis de liderança dentro do partido. Após sua morte, por outro lado, Stalin conseguiu acumular cada vez mais poder em seu cargo de Secretário-Geral do Partido Bolchevique, para depois se juntar ao de Presidente do Conselho de Ministros.
A sucessão de Stalin abriu uma fase de dualismo entre o novo chefe de governo, Georgy Malenkov, e o primeiro secretário do PCUS, Nikita Khrushchev, que foi resolvido em benefício deste último, reconfirmando o papel à frente do partido como o principal poder de posição no país.
Ele foi sucedido neste cargo em 1964 por Leonid Brezhnev, que treze anos depois também assumiu o cargo de Presidente do Presidium do Soviete Supremo. A partir de então, todos os líderes subsequentes da URSS ocuparam o duplo papel de secretário do PCUS e presidente do Presidium.
No período de profundas mudanças ocorridas nos últimos anos de existência da URSS, o líder Mikhail Gorbachev, além de manter o cargo de secretário do PCUS, passou de Presidente do Presidium a Presidente do Soviete Supremo após a abolição do primeiro cargo, e mais tarde foi eleito para o novo cargo de Presidente da União Soviética.

## Lista de líderes
| Nº | Nome                               | Imagem                                                 | Período                                                                     | Origem    | Cargo                                                        | Congressos                     | Ref.                                             |
| -- | ---------------------------------- | ------------------------------------------------------ | --------------------------------------------------------------------------- | --------- | ------------------------------------------------------------ | ------------------------------ | ------------------------------------------------ |
| 1  | Vladmir Lenin (1870 - 1924)        |                                                        | 30 de dezembro de 1922 − 21 de janeiro de 1924 (1 ano e 22 dias)            | Russo     | Presidente do Conselho do Comissariado do Povo (1922 - 1924) | I - X XI XII                   | [ 7 ] [ 8 ]                                      |
| 2  | Josef Stalin (1878 - 1953)         |                                                        | 21 de janeiro de 1924 − 5 de março de 1953 (29 anos, 1 mês e 12 dias)       | Georgiano | Presidente do Conselho de Ministros (1941 - 1953)            | XIII XIV XV XVI XVII XVIII XIX | [ 9 ] [ 10 ] [ 11 ] [ 12 ]                       |
| 2  | Josef Stalin (1878 - 1953)         | Secretário-Geral do Partido Comunista (1922 - 1952)    | 21 de janeiro de 1924 − 5 de março de 1953 (29 anos, 1 mês e 12 dias)       | Georgiano |                                                              | XIII XIV XV XVI XVII XVIII XIX | [ 9 ] [ 10 ] [ 11 ] [ 12 ]                       |
| 2  | Josef Stalin (1878 - 1953)         | Comissário do Povo para a Defesa (1941 - 1946)         | 21 de janeiro de 1924 − 5 de março de 1953 (29 anos, 1 mês e 12 dias)       | Georgiano |                                                              | XIII XIV XV XVI XVII XVIII XIX | [ 9 ] [ 10 ] [ 11 ] [ 12 ]                       |
| 2  | Josef Stalin (1878 - 1953)         | Comissário do Povo para as Forças Armadas (1946)       | 21 de janeiro de 1924 − 5 de março de 1953 (29 anos, 1 mês e 12 dias)       | Georgiano |                                                              | XIII XIV XV XVI XVII XVIII XIX | [ 9 ] [ 10 ] [ 11 ] [ 12 ]                       |
| 2  | Josef Stalin (1878 - 1953)         | Ministro das Forças Armadas (1946 - 1947)              | 21 de janeiro de 1924 − 5 de março de 1953 (29 anos, 1 mês e 12 dias)       | Georgiano |                                                              | XIII XIV XV XVI XVII XVIII XIX | [ 9 ] [ 10 ] [ 11 ] [ 12 ]                       |
| 3  | Geórgiy Malenkov (1902 - 1988)     |                                                        | 5 de março de 1953 − 8 de fevereiro de 1955 (1 ano, 11 meses e 3 dias)      | Russo     | Presidente do Conselho de Ministros (1953 - 1955)            | —                              | [ 13 ] [ 14 ]                                    |
| 4  | Nikita Khrushchov (1894 - 1971)    |                                                        | 8 de fevereiro de 1955 − 14 de outubro de 1964 (9 anos, 8 meses e 6 dias)   | Russo     | Presidente do Conselho de Ministros (1958 - 1964)            | XX XXI XXII                    | [ 15 ]                                           |
| 4  | Nikita Khrushchov (1894 - 1971)    | Primeiro-Secretário do Partido Comunista (1953 - 1964) | 8 de fevereiro de 1955 − 14 de outubro de 1964 (9 anos, 8 meses e 6 dias)   | Russo     |                                                              | XX XXI XXII                    | [ 15 ]                                           |
| 5  | Leonid Brejnev (1906 - 1982)       |                                                        | 14 de outubro de 1964 − 10 de novembro de 1982 (18 anos e 27 dias)          | Ucraniano | Chefe do Presidium do Soviete Supremo (1977 - 1982)          | XXIII XXIV XXV XXVI            | [ 16 ] [ 17 ]                                    |
| 5  | Leonid Brejnev (1906 - 1982)       | Secretário-Geral do Partido Comunista (1964 - 1982)    | 14 de outubro de 1964 − 10 de novembro de 1982 (18 anos e 27 dias)          | Ucraniano |                                                              | XXIII XXIV XXV XXVI            | [ 16 ] [ 17 ]                                    |
| 6  | Iúri Andropov (1914 - 1984)        |                                                        | 12 de novembro de 1982 − 9 de fevereiro de 1984 (1 ano, 11 meses e 28 dias) | Russo     | Chefe do Presidium do Soviete Supremo (1983 - 1984)          | —                              | [ 18 ]                                           |
| 6  | Iúri Andropov (1914 - 1984)        | Secretário-Geral do Partido Comunista (1982 - 1984)    | 12 de novembro de 1982 − 9 de fevereiro de 1984 (1 ano, 11 meses e 28 dias) | Russo     |                                                              | —                              | [ 18 ]                                           |
| 7  | Konstantin Chernenko (1911 - 1985) |                                                        | 13 de fevereiro de 1984 − 10 de março de 1985 (1 ano e 25 dias)             | Russo     | Chefe do Presidium do Soviete Supremo (1984- 1985)           | —                              | [ 19 ] [ 20 ]                                    |
| 7  | Konstantin Chernenko (1911 - 1985) | Secretário-Geral do Partido Comunista (1984 - 1985)    | 13 de fevereiro de 1984 − 10 de março de 1985 (1 ano e 25 dias)             | Russo     |                                                              | —                              | [ 19 ] [ 20 ]                                    |
| 8  | Mikhail Gorbatchov (1931 - 2022)   |                                                        | 11 de março de 1985 − 25 de dezembro de 1991 (6 anos, 9 meses e 14 dias)    | Russo     | Chefe do Presidium do Soviete Supremo (1988 - 1989)          | XXVII XXVIII                   | [ 21 ] [ 22 ] [ 23 ] [ 21 ] [ 24 ] [ 25 ] [ 26 ] |
| 8  | Mikhail Gorbatchov (1931 - 2022)   | Presidente do Soviete Supremo (1989 - 1990)            | 11 de março de 1985 − 25 de dezembro de 1991 (6 anos, 9 meses e 14 dias)    | Russo     |                                                              | XXVII XXVIII                   | [ 21 ] [ 22 ] [ 23 ] [ 21 ] [ 24 ] [ 25 ] [ 26 ] |
| 8  | Mikhail Gorbatchov (1931 - 2022)   | Presidente (1990 - 1991)                               | 11 de março de 1985 − 25 de dezembro de 1991 (6 anos, 9 meses e 14 dias)    | Russo     |                                                              | XXVII XXVIII                   | [ 21 ] [ 22 ] [ 23 ] [ 21 ] [ 24 ] [ 25 ] [ 26 ] |
| 8  | Mikhail Gorbatchov (1931 - 2022)   | Secretário-Geral do Partido Comunista (1985 - 1991)    | 11 de março de 1985 − 25 de dezembro de 1991 (6 anos, 9 meses e 14 dias)    | Russo     |                                                              | XXVII XXVIII                   | [ 21 ] [ 22 ] [ 23 ] [ 21 ] [ 24 ] [ 25 ] [ 26 ] |

## Lista detroikas
Em três ocasiões, entre a morte de Lênin e a ascensão de Stalin, a morte de Stalin e a ascensão de Nikita Khrushchev ao poder, e entre a queda de Khrushchev e a consolidação Leonid Brezhnev ao poder no aparelho de governo, uma liderança coletiva conhecida como a "troika" governou o país, sem liderança de uma única pessoa que detivesse o poder sozinho.
| Membros (nascimento–morte)                                                                          | Membros (nascimento–morte)                                                | Membros (nascimento–morte)                                                            | Mandato                                     | Notas |
| --------------------------------------------------------------------------------------------------- | ------------------------------------------------------------------------- | ------------------------------------------------------------------------------------- | ------------------------------------------- | --- |
| A man in a dark suit, light shirt and light tie, holding a paper and looking straight to the camera | Joseph Stalin, General-Secretário do Partido Comunista da União Soviética |                                                                                       | Maio de 1922 – 1925                         | Quando Vladimir Lenin sofreu seu primeiro derrame, uma troika foi estabelecida para governar o país no seu lugar. A troika consistia por Lev Kamenev, Joseph Stalin e Grigory Zinoviev; foi dissolvida quando Kamenev e Zinoviev decidiram romper com Stalin em 1925. |
| Lev Kamenev (1883–1936)                                                                             | Joseph Stalin (1878–1953)                                                 | Grigory Zinoviev (1883–1936)                                                          | Maio de 1922 – 1925                         | Quando Vladimir Lenin sofreu seu primeiro derrame, uma troika foi estabelecida para governar o país no seu lugar. A troika consistia por Lev Kamenev, Joseph Stalin e Grigory Zinoviev; foi dissolvida quando Kamenev e Zinoviev decidiram romper com Stalin em 1925. |
| | A man in a shirt with dark, curly hair                                    | A man in a dark suit, light shirt and dark tie, smiling                               | 13 de Março de 1953 – 26 de Junho de 1953   | Esta troika consistia em Geórgiy Malenkov, Lavrentiy Beria e Vyacheslav Molotov e terminou quando Malenkov e Molotov enganaram Beria. |
| Lavrentiy Beria (1899–1953)                                                                         | Geórgiy Malenkov (1902–1988)                                              | Vyacheslav Molotov (1890–1986)                                                        | 13 de Março de 1953 – 26 de Junho de 1953   | Esta troika consistia em Geórgiy Malenkov, Lavrentiy Beria e Vyacheslav Molotov e terminou quando Malenkov e Molotov enganaram Beria. |
| | =A man in a dark suit, seated, in discussion with someone to his left     | A man wearing a long coat, smiling, in front of a group of people and the Soviet flag | 14 de Outubro de 1964 – 16 de Junho de 1977 | A troika foi oficialmente conhecida como a liderança coletiva, e consistia de Leonid Brezhnev como Primeiro Secretário, Alexei Kossygin como Premier e Anastas Mikoyan como Presidente do Presidium do Soviete Supremo da URSS. Mikoyan se aposentou da política em 1965 e foi substituído por Nikolai Podgorny. Durante a consolidação gradual de poder de Brezhnev, a troika foi dissolvida quando se tornou o presidente do Presidium do Soviete Supremo em 1977. No entanto, a liderança coletiva continuou a existir em uma forma diferente após a derrubada Podgorny na liderança do Partido em todo o restante do domino de Brezhnev. |
| Leonid Brezhnev (1906–1982)                                                                         | Alexei Kossygin (1904–1980)                                               | Nikolai Podgorny (1903–1983)                                                          | 14 de Outubro de 1964 – 16 de Junho de 1977 | A troika foi oficialmente conhecida como a liderança coletiva, e consistia de Leonid Brezhnev como Primeiro Secretário, Alexei Kossygin como Premier e Anastas Mikoyan como Presidente do Presidium do Soviete Supremo da URSS. Mikoyan se aposentou da política em 1965 e foi substituído por Nikolai Podgorny. Durante a consolidação gradual de poder de Brezhnev, a troika foi dissolvida quando se tornou o presidente do Presidium do Soviete Supremo em 1977. No entanto, a liderança coletiva continuou a existir em uma forma diferente após a derrubada Podgorny na liderança do Partido em todo o restante do domino de Brezhnev. |

## Gráfico
O esquema a seguir apresenta os estadistas que exerceram o poder máximo na União Soviética, como chefes de estado, e os períodos que estiveram no poder.